# Mereszamon
Mereszamon ókori egyiptomi Ámon-papnő és énekesnő volt, aki a XXII. dinasztia idején élt és a karnaki templom belső szentélyében dolgozott. Múmiája jelenleg a Chicagói Egyetem keleti intézetének múzeumában van kiállítva. A The Life of Meresamun: A Temple Singer in Ancient Egypt (Mereszamon, egy ókori egyiptomi templomi énekesnő élete) című kiállítás 2009 februárjában nyílt meg, hogy bepillantást nyújtson Mereszamon életébe.
A múmiát James Henry Breasted vásárolta egyiptomi útján 1920-ban, de nem bontotta ki. A múmia három különböző komputertomográfiás vizsgálaton is átesett, egyre fejlettebb technológia segítségével: 1991-ben egyszeletes GE, 2008 júliusában 64 szeletes Philips Brilliance 64, és 2008 szeptemberének végén 256 szeletes Philips iCT CT szkennerrel. Mindhárom vizsgálatra a Chicagói Egyetem Orvosi Központjában került sor, a radiológiai részlegen.

## Arcrekonstrukció
Az intézet két szakértőt is megbízott Mereszamon arcának rekonstruálásával. Mindketten a koponya háromdimenziós képe alapján dolgoztak, amik a CT-vizsgálatok alapján készültek; munka közben nem hasonlították össze eredményeiket. A chicagói Joshua Harker a hagyományos módszerrel dolgozott, és a koponyára zsír- és izomrétegek modelljét vitte fel a Gatliff-Snow módszerrel. Nem fizikai reprodukciót hozott létre, hanem digitálisan alkotta meg az arcot három dimenzióban. A másik rekonstrukció készítője Michael Brassell, aki az FBI-nál képezte ki magát és a Maryland állami eltűnt személyeket kutató rendőrségi részlegnek dolgozik. A két arcrekonstrukció nagyban hasonlít – mindkettőre jellemző a keskeny áll, kicsi száj, kiugró arccsontok, a szemek formája –, ami azt mutatja, hű portréja lehet annak a nőnek, akinek arcát utoljára 2800 éve látták.